# Ogava Jóko
Ogava Jóko (japánul: 小川 洋子) (Okajama, 1962. március 30. –) japán írónő. Művei minden jelentős japán irodalmi díjat elnyertek, köztük az Akutagava-díjat és a Jomiuri-díjat. Nemzetközi szinten elnyerte a Shirley Jackson-díjat és az Amerikai Könyvdíjat. 2020-ban A memóriarendőrség a Nemzetközi Booker-díj jelöltjei között is szerepelt.
Legismertebb művei közé tartozik A házvezetőnő és a professzor, A búvármedence és a Hotel Iris.

## Háttere és iskolái
Ogava Okajamában született. A konkókjó vallást követő családban nőtt fel, így mély vallási és oktatási értékeket valló háztartásban nevelkedése nagy hatással volt rá. A tokiói Vaszeda Egyetemen szerzett irodalmi diplomát. Amikor férjéhez, egy acélipari vállalat mérnökéhez ment feleségül, otthagyta orvosi egyetemi titkárnői állását, és írt, amíg a férje dolgozott. Kezdetben csak hobbiból írt, és férje csak akkor jött rá, hogy író, amikor bemutatkozó regénye, a Pillangótörés irodalmi díjat kapott. Terhességi napló című novellája, amelyet rövid időközökben írt, amikor fia még kisgyermek volt, elnyerte a rangos Akutagava irodalmi díjat, és ezzel megalapozta hírnevét Japánban.
Jelenleg [mikor?] a japán Asijában él (Hjógo prefektúrában).

## Karrier
1988 óta Ogava több mint ötven szépirodalmi és nem szépirodalmi művet publikált. Munkáinak nagy részét még nem fordították le angolra. 2006-ban Fudzsivara Maszahiko matematikussal közösen írta meg az „An Introduction to the World's Most Elegant Mathematics” című könyvet, amely a számok rendkívüli szépségéről szóló párbeszéd.
Munkái a New Yorkerben, az A Public Space-ben és a Zoetrope-ban jelentek meg.
A 2005-ös L'Annulaire (A gyűrűsujj) című francia film részben Ogawa Kuszurijubi no hjóhon című művén alapult. A házvezetőnő és a professzor című regényéből készült A professzor szeretett egyenlete című film. Az Amazon stúdióval együttműködve Reed Morano és Charlie Kaufman adaptálja A memóriarendőrség című filmet.

## Témák és hatások
Óe Kenzaburó azt mondta: „Ogava Jóko képes az emberi pszichológia legfinomabb működésének kifejezésére olyan prózában, amely szelíd, mégis átható”. Angol fordítója, Stephen Snyder azt mondta, hogy „van egyfajta természetesség abban, amit ír, így sosem tűnik erőltetettnek... Az elbeszélése mintha egy olyan forrásból folyna, amelyet nehéz azonosítani”.
Műveiben gyakran foglalkozik az emlékezés témájával. A Házvezetőnő és a professzor például egy matematikaprofesszorról szól, aki nyolcvan percnél tovább semmire sem emlékszik, Az Emlékezetrendőrség pedig egy szigetlakókból álló csoportról szól, akik fokozatosan elfelejtik bizonyos dolgok, például a madarak vagy a virágok létezését. Az emberi kegyetlenség egy másik kiemelkedő téma a munkáiban, mivel érdekli, mi készteti az embereket arra, hogy fizikai vagy érzelmi erőszakot kövessenek el. Gyakran ír a női testekről és a nő családban betöltött szerepéről, ami miatt sokan feminista íróként tartják számon. Ogava habozik ezzel a címkével kapcsolatban, ehelyett azt állítja, hogy „csak belekukkant [a karakterei világába], és jegyzeteket készít arról, amit ők csinálnak”.
Anne Frank naplója egész pályafutása során jelentős inspirációs forrást jelentett számára. A naplóval először tinédzserként találkozott, és arra ösztönözte, hogy saját naplót kezdjen írni, és úgy írjon vissza Anne-nek, mintha barátok lennének. Megjegyzi, hogy „Anne szíve és elméje olyan gazdag volt”, és hogy „a naplója bebizonyította, hogy az emberek még egy ilyen szűkös helyzetben is képesek fejlődni. Az írás pedig szabadságot adhat az embereknek”. Az üldöztetés és a bezártság témája miatt az Emlékrendőrség különösen az Anne naplójára és általában a holokausztra adott válasz.
A Waseda Egyetemen olyan japán írótársak voltak rá hatással, mint Kanai Mieko, Óe Kenzaburó és Murakami Haruki. Paul Auster amerikai író is hatással volt rá, aki szerinte „szóbeli irodalmat ír – olyan, mintha egy olyan történetet írt volna le, amit valaki elmondott neki, ahelyett, hogy maga alkotta volna meg. Shibata fordítása is nagyon fontos volt, de amikor elolvastam a Holdpalotát, azt gondoltam: „Így szeretnék írni”. Mintha csak egy médium lennék, aki átvisz egy történetet a külvilágból”.

## Művek angol fordításban

### Regények és novellák
- The Diving Pool (Daibingu puru, ダイヴィング・プール, 1990; Ninshin karendā, 妊娠カレンダー, 1991; Dormitory, ドミトリイ, 1991); translated by Stephen Snyder, New York: Picador, 2008. ISBN 0-312-42683-6; published on The New York Times in 2006
- The Memory Police (Hisoyaka na kesshō, 密やかな結晶, 1994), translated by Stephen Snyder, Pantheon Books, 2019.
- Hotel Iris (Hoteru Airisu, ホテル・アイリス, 1996), translated by Stephen Snyder, Picador, 2010.
- The Housekeeper and the Professor (Hakase no ai shita sūshiki, 博士の愛した数式, 2003); translated by Stephen Snyder, New York : Picador, 2008. ISBN 0-312-42780-8
- Mina's Matchbox (Mīna no kōshin, ミーナの行進, 2006); translated by Stephen Snyder, New York: Pantheon, London: Harvill Secker, 2024.

### Novellák és gyűjtemények
- "Pregnancy Diary" (Ninshin karendā, 妊娠カレンダー, 1991); translated by Stephen Snyder, The New Yorker, 12/2005. Read here
- "The Cafeteria in the Evening and a Pool in the Rain" (Yūgure no kyūshoku shitsu to ame no pūru, 夕暮れの給食室と雨のプール, 1991); translated by Stephen Snyder, The New Yorker, 9/2004. Read here
- "Transit" (Toranjitto, トランジット, 1996); translated by Alisa Freedman, Japanese Art: The Scholarship and Legacy of Chino Kaori, special issue of Review of Japanese Culture and Society, Vol. XV (Center for Inter-Cultural Studies and Education, Josai University, December 2003): 114-125. ISSN 0913-4700
- "The Man Who Sold Braces" (Gibusu o uru hito, ギブスを売る人, 1998); translated by Motoyuki Shibata, Manoa, 13.1, 2001.
- Revenge: Eleven Dark Tales (Kamoku na shigai, midara na tomurai, 寡黙な死骸みだらな弔い,1998) Translated by Stephen Snyder, Picador, 2013.

## Egyéb művek
- Agehachō ga kowareru toki, 揚羽蝶が壊れる時, 1989, Kaien Prize
- Kanpeki na byōshitsu, 完璧な病室, 1989
- Same nai kōcha, 冷めない紅茶, 1990
- Shugā taimu, シュガータイム, 1991
- Yohaku no ai, 余白の愛, 1992
- Angelina Sano Motoharu to 10 no tanpen, アンジェリーナ―佐野元春と10の短編, 1993
- Yōsei ga mai oriru yoru, 妖精が舞い下りる夜, 1993
- Hisoyaka na kesshō, 密やかな結晶, 1994
- Kusuriyubi no hyōhon, 薬指の標本, 1994
- Rokukakukei no shō heya, 六角形の小部屋, 1994
- Anne Furanku no kioku, アンネ・フランクの記憶, 1995
- Shishū suru shōjo, 刺繍する少女, 1996
- Yasashī uttae, やさしい訴え, 1996
- Kamoku na shigai, midara na tomurai, 寡黙な死骸みだらな弔い, 1998
- Kōritsui ta kaori, 凍りついた香り, 1998
- Fukaki kokoro no soko yori, 深き心の底より, 1999
- Gūzen no shukufuku, 偶然の祝福, 2000
- Chinmoku hakubutsukan, 沈黙博物館, 2000
- Mabuta, まぶた, 2001
- Kifujin A no sosei, 貴婦人Aの蘇生, 2002
- Burafuman no maisō, ブラフマンの埋葬, 2004, Izumi Kyōka Prize
- Yo ni mo utsukushī sūgaku nyūmon, 世にも美しい数学入門, 2005 (An Introduction to the World's Most Elegant Mathematics)
- Inu no shippo o nade nagara, 犬のしっぽを撫でながら, 2006
- Otogibanashi no wasuremono, おとぎ話の忘れ物, 2006 (illustrated)
- Umi, 海 2006
- Hajimete no bungaku Ogawa Yōko, はじめての文学 小川洋子 2007
- Hakase no hondana, 博士の本棚, 2007
- Monogatari no yakuwari, 物語の役割, 2007
- Ogawa Yōko taiwa shū, 小川洋子 対話集, 2007 (conversations)
- Yoake no fuchi wo samayou hitobito, 夜明けの縁をさ迷う人々, 2007
- Kagaku no tobira wo nokku suru, 科学の扉をノックする, 2008
- Karā hiyoko to kōhīmame, カラーひよことコーヒー豆, 2009
- Kokoro to hibikiau dokusho annai, 心と響き合う読書案内, 2009
- Neko wo daite zou to oyogu, 猫を抱いて象と泳ぐ, 2009
- Genkou reimai nikki, 原稿零枚日記, 2010
- Moso kibun, 妄想気分, 2011
- Hitojichi no roudokukai, 人質の朗読会, 2011
- Tonikaku sanpo itashimasho, とにかく散歩いたしましょう, 2012
- Kotori, ことり, 2012
- Saihate ākēdo, 最果てアーケード, 2012
- Itsumo karera wa dokoka ni, いつも彼らはどこかに, 2013
- Kohaku no matataki, 琥珀のまたたき, 2015
- Fujichaku suru ryūsei tachi, 不時着する流星たち, 2017
- Kuchibue no jōzu na shirayukihime, 口笛の上手な白雪姫, 2018
- Kobako, 小箱, 2019
- Yakusoku sareta idō, 約束された移動, 2019

## Magyarul
- A házvezetőnő és a professzor (小川洋子: 博士の愛した数式 - Hakase no Aishita Suushiki) – Kossuth, Budapest, 2024 · ISBN 9789636364427 · Fordította: Erdős Veronika

## Fordítás
- Ez a szócikk részben vagy egészben  a   Yōko Ogawa című angol Wikipédia-szócikk fordításán alapul.  Az eredeti cikk szerkesztőit annak laptörténete sorolja fel. Ez a jelzés csupán a megfogalmazás eredetét és a szerzői jogokat jelzi, nem szolgál a cikkben szereplő információk forrásmegjelöléseként.